# Lyropaeus helvius
Lyropaeus helvius is een keversoort uit de familie netschildkevers (Lycidae). De wetenschappelijke naam van de soort werd in 1992 gepubliceerd door Medvedev & Kazantsev.